# Boris Zarnik
Boris Zarnik, slovensko-hrvaški biolog, * 11. marec 1883,  Ljubljana, † 13. januar 1945, Zagreb.

## Življenje in delo
Oče mu je bil politik Valentin Zarnik, mati mu je bila Ana (rojena Kos).
Klasično gimnazijo  je obiskoval v Ljubljani (1893-1901). Od 1901 je študiral medicino na univerzi v Jeni (Nemčija), 1903 odšel za 2 in pol meseca na univerzo v Cluj (Romunija), da bi se seznanil z najnovejšo mikroskopsko tehniko. Nato se je vrnil v Nemčijo, v Würzburg, kamor so ga pritegnila predvsem citološka raziskovanja biologa Theodorja Boverija. Vpisal se je na medicinsko fakulteto, a hkrati raziskovalno delal na zoološkem inštitutu Boverija in 1904  doktoriral iz  naravoslovnih ved. Oktobra 1904 ga je Boveri izbral za asistenta na svojem inštitutu. Čeprav je bil že absolvent medicinske fakultete, je na prigovarjanje Boverija študij medicine opustil, se posvetil raziskovalnemu delu in ostal 11 let Boverijev prvi asistent. V počitniških mesecih se je izpopolnjeval na zooloških postajah (Trst 1905, Villefranche-sur-mer 1906) ter na inštitutih in v muzejih v Nemčiji, Italiji, Švici, Franciji, Avstriji, Češki, Poljski, Rusiji in Madžarski. Leta 1910 je postal privatni docent za zoologijo in primerjalno anatomijo ter večkrat nadomeščal Boverija, ko je odhajal na večmesečna znanstvena potovanja. V zimskih semestrih 1910/1911 in 1912/1913 je bil na raziskovalnem delu na zoološki postaji v Neaplju. Januarja 1915 je bil izvoljen na univerzi v Würzburgu za izrednega profesorja. Zaradi Boverijevega slabega zdravja je prevzel poleg predavanj tudi upravo inštituta, ki so ga prav tedaj na novo gradili. Oktobra 1915 se je poročil s Heleno Verenkamp iz Düsseldorfa. Nato je bil do 1918 redni profesor zoologije in primerjalne anatomije na univerzi v Istanbulu, tam je ustanovil tudi biološki inštitut, od 1918-1942 pa je na MF v Zagrebu predaval splošno biologijo, histologijo in embrilogijo. Tu se je posvečal tudi organizacijskemu delu. Zgradil je sodoben morfološko-biološki inštitut in reorganiziral študij biologije na Medicinski fakulteti. Bil je med pobudniki ustanovitve ocenografskega inštituta v Splitu. Med drugim je bil tudi predsednik Hrvatskega prirodoslovnega društva in slovenskega društva Narodni dom. Čeprav je vse življenje služboval zunaj ožje domovine, je zelo ljubil Gorenjsko in slovenske planine. Kot desetletni deček je izprosil, da se je lahko priključil gorskemu vodniku Lovrencu Škantarju na pot na Triglav. Ta dogodek je živo in podrobno opisal v Planinskem vestniku (1944, ponatis 1973). Navezanost na domovino je kazal tudi s tem, da je od študentskih let naprej objavljal članke in razprave v slovenskem časopisju.
Strokovne članke o svojih raziskovanjih je najprej objavljal v nemških revijah, pionirska dognanja o drobni zgradbi škrgoustke (Strunarji) /spolni organi in ledvice/ je obdelal v knjigi Handbuch der Zoologie (Berlin, 1914). V zagrebškem časopisu Priroda je objavljal poljudne članke, v Hrvatski enciklopediji (Zagreb, 1942) je v prispevku o človeku in njegovih rasah zavrnil nacistični rasizem kot neznanstven. V naprednih slovenskih revijah (Naši zapiski, Carniola, Veda) in liberalnem časopisju je objavljal poljudne in polemične prispevke. Njegova knjiga O bistvu življenja (Gorica, 1913) je bila zelo odmevna in se uvršča v slovensko filozofsko literaturo.
Po smrti so ga v skladu z oporoko z zagrebškega Mirogoja prekopali v Srednjo vas v Bohinju, zraven groba strica duhovnika Matije Zarnika, pri katerem je preživljal počitnice. 